# Kunstgræs
Kunstgræs bruges som underlag i forbindelse med sportudøvelse. Den almindeligste anvendelse er på fodboldbaner og hockeybaner, men kunstgræs forekommer stadig oftere også på golfbaner, tennisbaner og andre steder som haver, altaner, terrasser, legepladser med mere.
I den danske Superliga er det fra sæsonen 2012/13 tilladt at afvikle kampe på kunstgræs.
På danske fodboldbaner med kunstgræs over har klubber benyttet sig af gummigranulat, som i 2023 kan vise sig at blive forbudt. Årsagen er at den gummi som bruges på banerne kan ende i naturen, hvilket et EU-forbud vil sætte en stopper for. EU-Kommissionen har fremlagt en seks års plan, som lægger op til, at gummigranulatet udfases fuldstændigt fra europæiske fodboldbaner omkring 2029. I Silkeborg er det lykkes at reducere mikroplast-spildet til under 10 kg pr. bane pr. år. Et EU-krav indføres i 2031.